# Cunila origanoides
Cunila origanoides är en kransblommig växtart som först beskrevs av Carl von Linné, och fick sitt nu gällande namn av Nathaniel Lord Britton. Cunila origanoides ingår i släktet Cunila och familjen kransblommiga växter. Inga underarter finns listade i Catalogue of Life.